# La Fin de la corrida
La Fin de la corrida est un tableau inachevé du peintre français Jean-Léon Gérôme peint vers 1870,,. Il fait partie de la collection du musée Jean-Léon Gérôme de Vesoul (France).

## Description
Le tableau représente une arène avec plusieurs chevaux allongés, blessés au combat, ainsi que plusieurs chevaux debout.
Un taureau est aussi couché à proximité du trio de chevaux. Le sang est complètement absent du tableau. 

## Thème
La tauromachie a peu été représentée dans l’œuvre de Gérôme. Il a réalisé en peinture : Un matador saluant, Taureau et Picador, L'Entrée du taureau, Le Picador (perdu). Il y a aussi deux dessins représentant un toréador et une étude de toréador pour l'entrée des taureaux. Le peintre a sans doute été influencé lors de sa traversée de l’Espagne pour se rendre en Afrique.

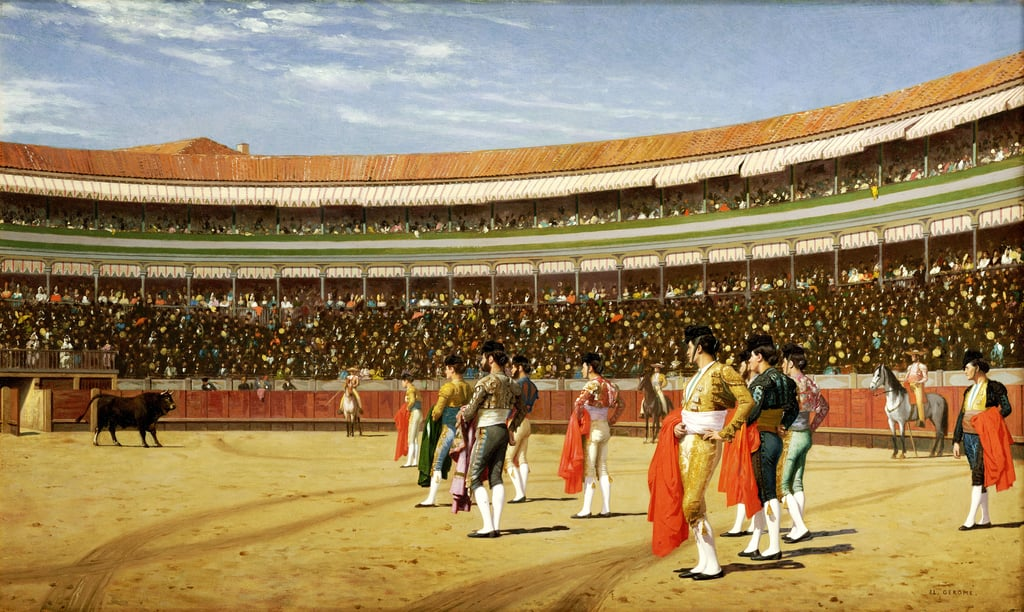
L'Entrée du taureau.
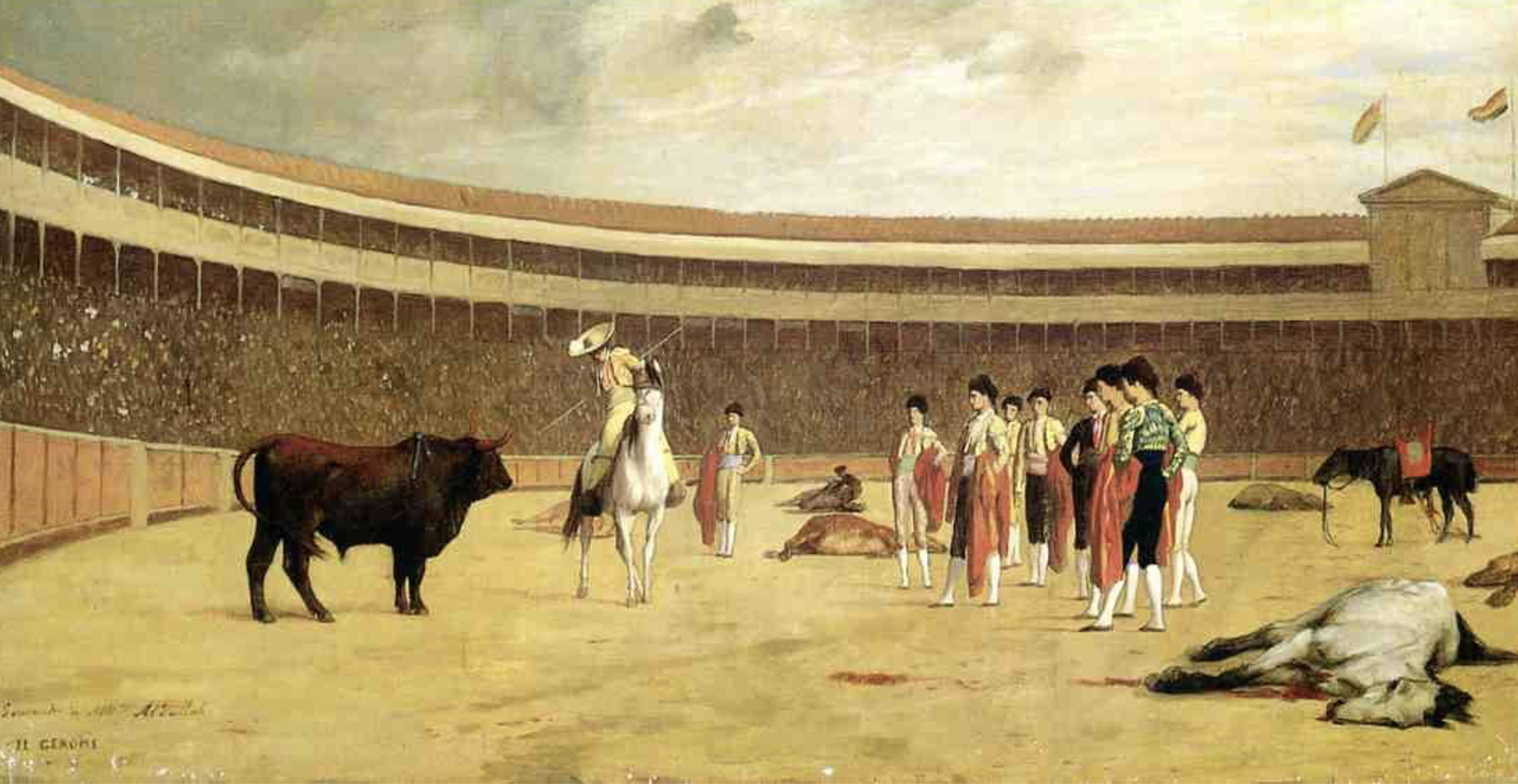
Taureau et picador.
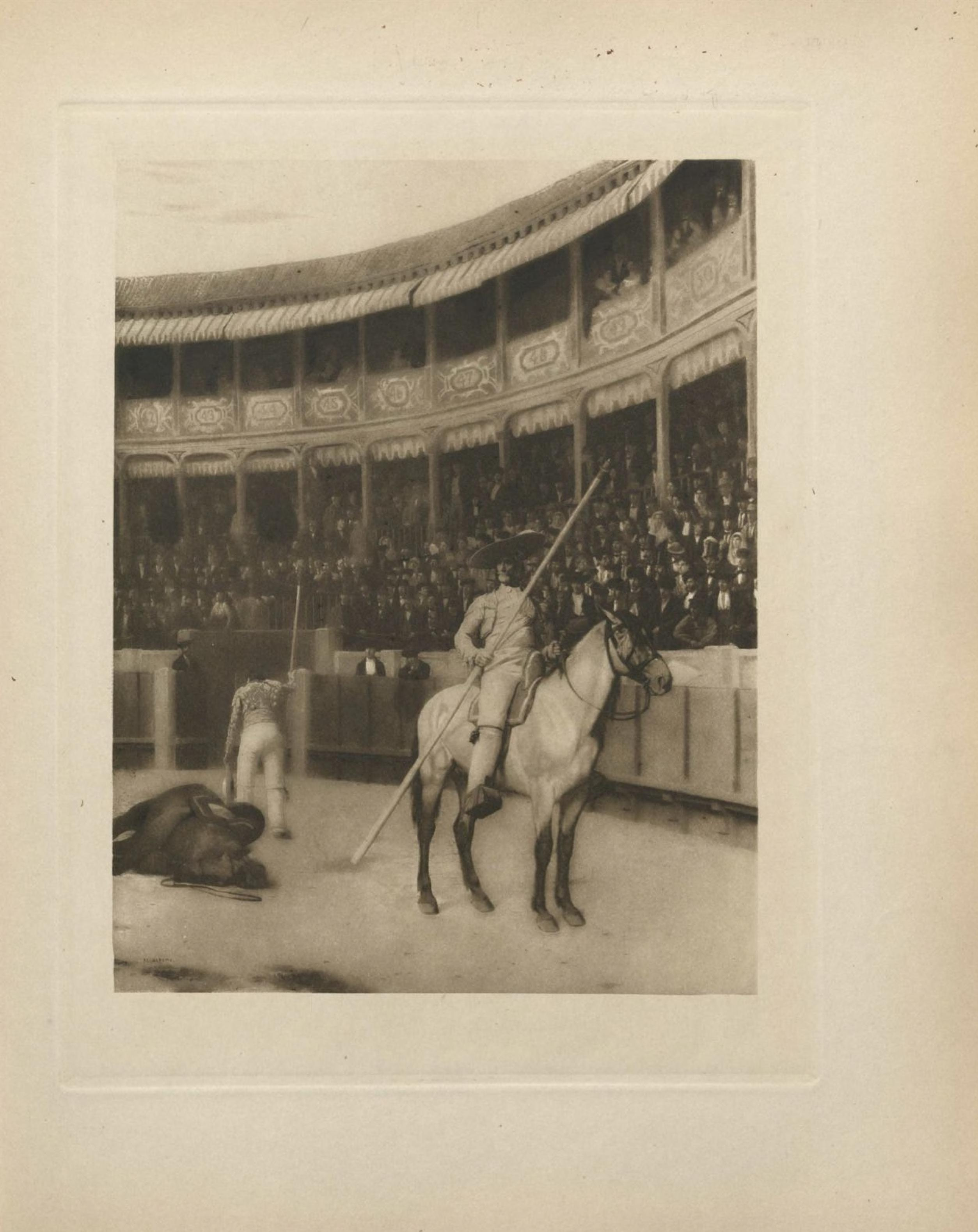
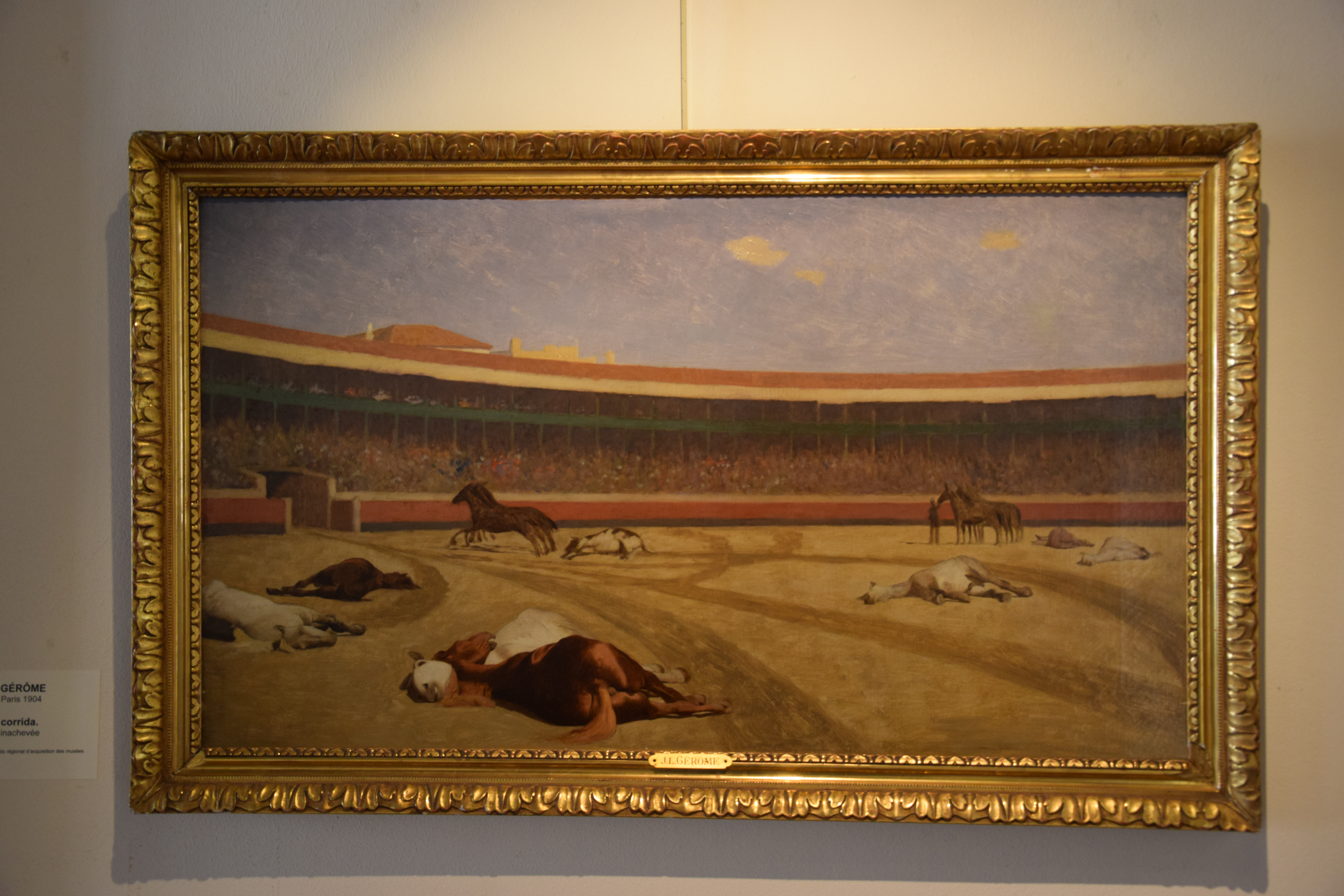
Tableau avec son encadrement.